# ローレン・マーフィー
ローレン・マーフィー（Lauren Murphy、1983年7月27日 - ）は、アメリカ合衆国の女性総合格闘家。アラスカ州アンカレッジ出身。グラインドハウスMMA所属。元Invicta FC世界バンタム級王者。

## 来歴
2010年6月9日、プロ総合格闘技デビュー。

### Invicta FC
2013年4月5日、Invicta FCデビュー戦となったInvicta FC 5でケイトリン・ヤングに判定勝ち。
2013年7月13日、Invicta FC 6でサラ・ダレリオに判定勝ち。
2013年12月7日、Invicta FC 7の初代Invicta FCバンタム級王座決定戦でミリアム・ナカモトと対戦し、4Rにナカモトが膝を負傷したことによりTKO勝ち。王座獲得に成功した。

### UFC
2014年8月16日、UFCデビュー戦となったUFC Fight Night: Bader vs. St. Preuxで女子バンタム級ランキング4位のサラ・マクマンと対戦し、1-2の判定負け。
2015年4月4日、UFC Fight Night: Mendes vs. Lamasで女子バンタム級9位のリズ・カムーシェと対戦し、判定負け。
2016年2月21日、UFC Fight Night: Cowboy vs. Cowboyでケリー・ファッツホルズと対戦し、マウントパンチとエルボーでTKO勝ち。ファイト・オブ・ザ・ナイトを受賞した。

### The Ultimate Fighter
2017年8月、リアリティ番組「The Ultimate Fighter」のシーズン26に出場。エディ・アルバレス率いるチーム・アルバレスに所属。女子フライ級トーナメント1回戦でニコ・モンターニョと対戦し判定負け。

### UFC
2018年6月1日、UFC Fight Night: Rivera vs. Moraesで女子フライ級ランキング2位のシジャラ・ユーバンクスと対戦し、判定負け。
2019年8月3日、UFC on ESPN: Covington vs. Lawlerで女子フライ級ランキング12位のマーラ・ロメロ・ボレラと対戦し、判定勝ち。
2020年2月8日、UFC 247で女子フライ級ランキング8位のアンドレア・リーと対戦し、2-1の判定勝ち。海外のMMAメディアサイトの採点では12人中12人の記者全てがリーの勝利を支持した。
2020年6月20日、UFC on ESPN: Blaydes vs. Volkovで女子フライ級ランキング6位のロクサン・モダフェリと対戦し、3-0の判定勝ち。
2021年6月12日、UFC 263で女子フライ級ランキング6位のジョアン・コールダウッドと対戦し、2-1の判定勝ち。
2021年9月25日、UFC 266のUFC世界女子フライ級タイトルマッチで王者ヴァレンティーナ・シェフチェンコに挑戦し、パウンドで4RTKO負け。王座獲得に失敗した。
2023年1月21日、UFC 283で女子フライ級ランキング6位のジェシカ・アンドラージと対戦し、0-3の判定負け。

## 戦績
| 総合格闘技 戦績 | 総合格闘技 戦績 | 総合格闘技 戦績 | 総合格闘技 戦績 | 総合格闘技 戦績 | 総合格闘技 戦績 | 総合格闘技 戦績 |
| --------------- | --------------- | --------------- | --------------- | --------------- | --------------- | --------------- |
| 22 試合         | (T)KO           | 一本            | 判定            | その他          | 引き分け        | 無効試合        |
| 16 勝           | 8               | 1               | 7               | 0               | 0               | 0               |
| 6 敗            | 1               | 0               | 5               | 0               | 0               | 0               |

| 勝敗 | 対戦相手                         | 試合結果                                 | 大会名                                                                | 開催年月日     |
| ×    | ジェシカ・アンドラージ           | 5分3R終了 判定0-3                        | UFC 283: Teixeira vs. Hill                                            | 2023年1月21日  |
| ○    | ミーシャ・テイト                 | 5分3R終了 判定3-0                        | UFC on ABC 3: Ortega vs. Rodríguez                                    | 2022年7月16日  |
| ×    | ヴァレンティーナ・シェフチェンコ | 4R 4:00 TKO（パウンド）                  | UFC 266: Volkanovski vs. Ortega 【UFC世界女子フライ級タイトルマッチ】 | 2021年9月25日  |
| ○    | ジョアン・コールダウッド         | 5分3R終了 判定2-1                        | UFC 263: Adesanya vs. Vettori 2                                       | 2021年6月12日  |
| ○    | リリヤ・シャキロワ               | 2R 3:31 リアネイキドチョーク             | UFC 254: Khabib vs. Gaethje                                           | 2020年10月24日 |
| ○    | ロクサン・モダフェリ             | 5分3R終了 判定3-0                        | UFC on ESPN 11: Blaydes vs. Volkov                                    | 2020年6月20日  |
| ○    | アンドレア・リー                 | 5分3R終了 判定2-1                        | UFC 247: Jones vs. Reyes                                              | 2020年2月8日   |
| ○    | マーラ・ロメロ・ボレラ           | 3R 1:46 TKO（左膝蹴り→グランドの肘打ち） | UFC on ESPN 5: Covington vs. Lawler                                   | 2019年8月3日   |
| ×    | シジャラ・ユーバンクス           | 5分3R終了 判定0-3                        | UFC Fight Night: Rivera vs. Moraes                                    | 2018年6月1日   |
| ○    | バーブ・ホンチャック             | 5分3R終了 判定2-1                        | The Ultimate Fighter 26 Finale                                        | 2017年12月1日  |
| ×    | ケイトリン・チュケイギアン       | 5分3R終了 判定0-3                        | UFC Fight Night: McDonald vs. Lineker                                 | 2016年7月13日  |
| ○    | ケリー・ファッツホルズ           | 3R 4:55 TKO（マウントパンチ）            | UFC Fight Night: Cowboy vs. Cowboy                                    | 2016年2月21日  |
| ×    | リズ・カムーシェ                 | 5分3R終了 判定0-3                        | UFC Fight Night: Mendes vs. Lamas                                     | 2015年4月4日   |
| ×    | サラ・マクマン                   | 5分3R終了 判定1-2                        | UFC Fight Night: Bader vs. St. Preux                                  | 2014年8月16日  |

## 獲得タイトル
- Alaska FC女子フェザー級王座（2011年）
- ACF女子フェザー級王座（2011年）
- 初代Invicta FCバンタム級王座（2013年）

## 表彰
- UFC ファイト・オブ・ザ・ナイト（1回）